# کلی علی
کلی علی (انگلیسی: Kelli Ali؛ زادهٔ ۳۰ ژوئن ۱۹۷۴) یک موسیقی‌دان اهل بریتانیا است. وی از سال ۱۹۹۳ میلادی تاکنون مشغول فعالیت بوده‌است.